# 無敵科技
無敵科技股份有限公司（Inventec Besta Co., Ltd.）是臺灣英業達集團旗下公司。

## 歷史

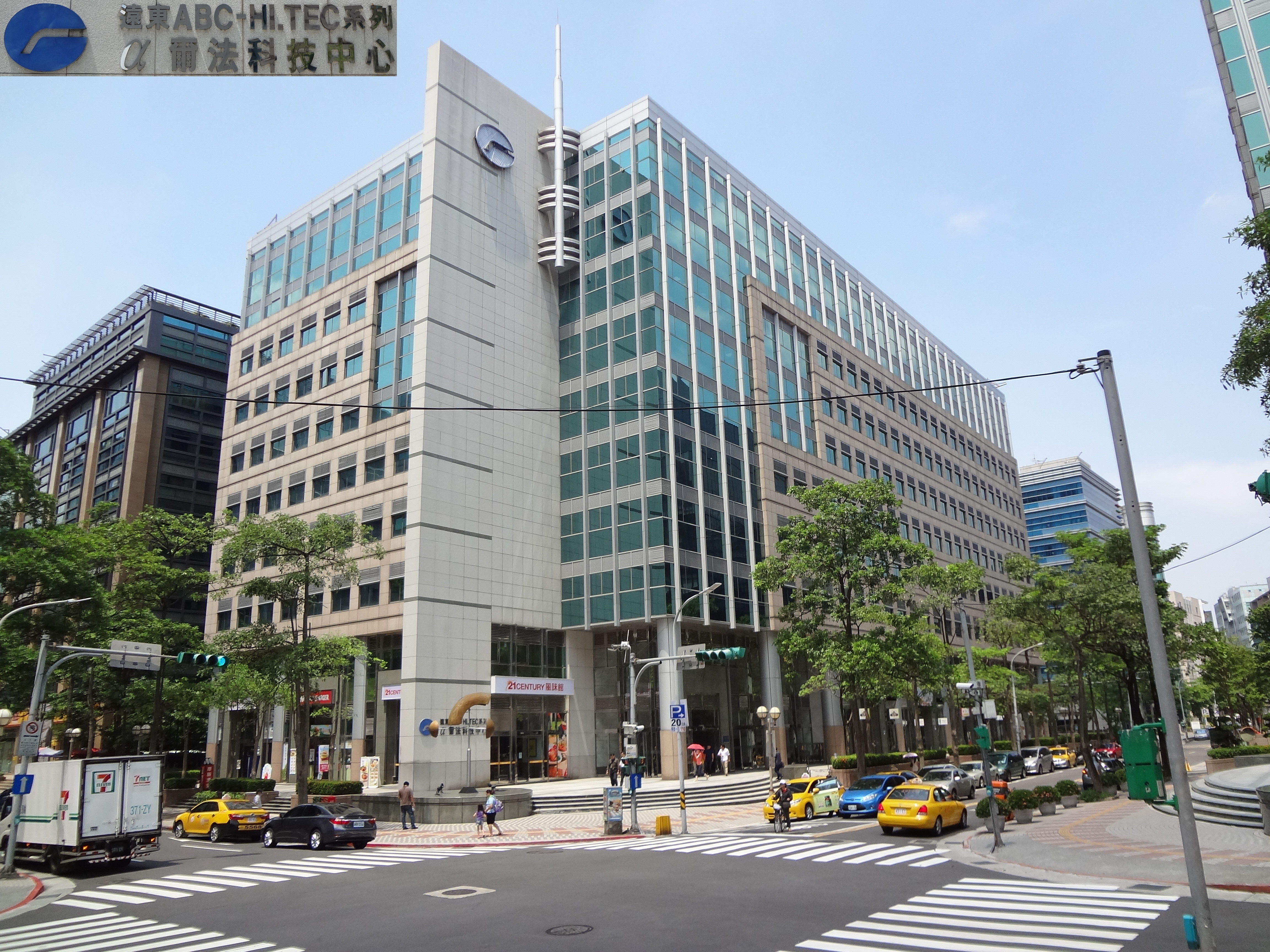
無敵科技總部所在的爾法科技中心

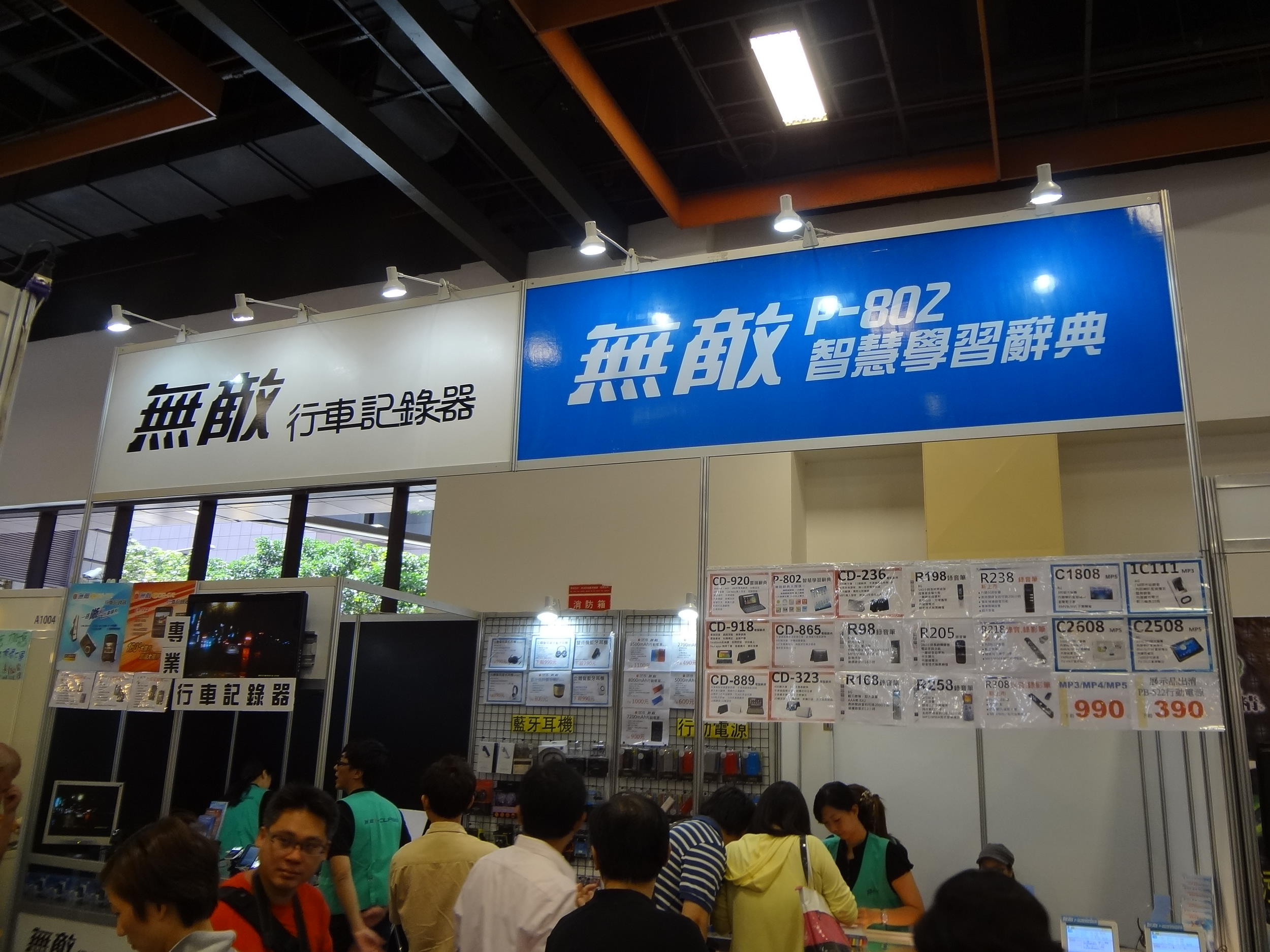
2013年「台北3C大展」的無敵科技攤位

1989年，英業達集團在臺北市成立無敵商業股份有限公司，以自有品牌「無敵」（BESTA）行銷電子辭典。1999年，無敵商業合併英業達的個人學習系統事業部、林口工廠、西安分公司等，更名為無敵科技股份有限公司。2000年，無敵科技合併香港好易通集團有限公司，轉投資成立好易通科技（香港）有限公司。2005年，無敵科技併購英村科技股份有限公司。2007年，無敵科技成立愛唱數碼（昆山）有限公司，經營卡拉OK軟體「iSing99」；2007年10月29日，無敵科技於臺灣證券交易所股票上市，股票代碼8201。2008年，無敵科技成立無敵數碼科技（昆山）有限公司。

## 外部連結
- 無敵科技 （页面存档备份，存于）